# Чемпионат Грузии по самбо 2018
Чемпионат Грузии по самбо 2018 года прошёл в Тбилиси в январе. В соревнованиях приняли участие более 200 спортсменов из 40 муниципалитетов.

## Медалисты
| Весовая категория | Золото                      | Серебро                      | Бронза                                                      |
| ----------------- | --------------------------- | ---------------------------- | ----------------------------------------------------------- |
| до 52 кг          | Гиви Надарейшвили Поти      | Дмитрий Муладзе Хашури       | Леван Берберашвили Тианети Георгий Мируашвили Гори          |
| до 57 кг          | Геннадий Чиргадзе Кутаиси   | Георгий Чумбуридзе Кутаиси   | Тамаз Квернадзе Тержола Зураб Локабидзе Гори                |
| до 62 кг          | Вахтанг Чидрашвили Телави   | Саба Григалашвили Тбилиси    | Вахтанг Метивишвили Хашури Автандил Куталадзе Самтредиа     |
| до 68 кг          | Миндиа Лилуашвили Зестафони | Ираклий Хергиани Тбилиси     | Леван Киркиташвили Дедоплис-Цкаро Георгий Гугулашвили Каспи |
| до 74 кг          | Леван Нахуцришвили Мцхета   | Звиад Тевдорашвили Сагареджо | Каха Мамулашвили Каспи Георгий Канкава Каспи                |
| до 82 кг          | Виссарион Берулава Зугдиди  | Заур Гагнидзе Рустави        | Лаша Зурабиани Мцхета Дмитрий Кобаури Душети                |
| до 90 кг          | Паата Гвиниашвили Карели    | Фридон Зурабинни Мцхета      | Вахтанг Сараджишвили Ахмета Элгуджа Кушуташвили Лагодехи    |
| до 100 кг         | Давид Лориашвили Гардабани  | Георгий Кобаидзе Тетри-Цкаро | Георгий Сетиели Абхазия Каха Газашвили Карели               |
| свыше 100 кг      | Бека Бердзенишвили Каспи    | Резо Цулукидзе Батуми        | Амбросий Конкрошвили Тбилиси Каки Кутхашвили Карели         |